# Headie One
Headie One (* 6. Oktober 1994 in London; richtiger Name Irving Ampofo Adjei) ist ein englischer Drill-Rapper. Mit dem Top-10-Hit 18hunna hatte er Anfang 2019 seinen Durchbruch in seiner Heimat.

## Biografie
Irving Adjei alias Headie One stammt aus Tottenham im Norden Londons. Mitte der 2010er Jahre gehörte er der aus der Tottenham Mandem Gang hervorgegangenen Rapcrew Star Gang an. Ursprünglich kam er aus dem Trap und veröffentlichte zuerst alleine und dann zusammen mit RV in Eigenregie zwei Mixtapes. Mit dem dritten Mixtape Drillers and Trappers entwickelten sich er und RV in Richtung UK Drill. Damit etablierten sie sich in der lokalen Szene und gründeten ihre eigene Crew mit dem Namen Original Farm Boys (#OFB), benannt nach der Wohngegend Broadwater Farm Estate, wo sie herstammen.
2018 veröffentlichte Headie One das Solo-Mixtape The One mit Szene-Hits wie Golden Boot und Know Better. Seine Popularität wuchs dadurch weiter und der Nachfolger The One Two brachte ihm seine erste Chartplatzierung. Endgültig in die vordere Reihe der UK-Rapper ordnete er sich aber im Januar 2019 mit dem Hit 18hunna mit Beteiligung von Rapper Dave ein. Das Lied stieg auf Platz 6 der britischen Charts ein und brachte ihm auch die erste Silberne Schallplatte. Das nächste Solomixtape Music x Road im Herbst kam sogar in die Top 5 und enthielt Gastbeiträge von Skepta und dem Kanadier Nav. Die Single Audacity mit Stormzy brachte eine weitere Top-10-Platzierung.
Der Song Don’t Rush von Young T & Bugsey, bei dem er mitwirkte, war ursprünglich ein Top-30-Hit. Im Frühjahr 2020 verselbständigte er sich aber im Internet durch die #DontRushChallenge und wurde zu einem internationalen Hit. In England stieg er danach noch in die Top 20 und in den USA erreichte er Platz 56 der Hot 100. Eine eher experimentelle Zusammenarbeit mit dem Producer Fred Again war dagegen nur mäßig erfolgreich, obwohl sich ein Mixtape und zwei Lieder in den Charts platzieren konnten. Im Sommer 2020 gelang ihm aber ein zweiter internationaler Hit mit Only You Freestyle, einer Zusammenarbeit mit dem kanadischen Starrapper Drake. In den UK-Charts war es seine dritte Top-10-Single.

## Diskografie

### Studioalben
| Jahr | Titel        | Höchstplatzierung, Gesamtwochen, AuszeichnungChartsChartplatzierungen (Jahr, Titel, Platzierungen, Wochen, Auszeichnungen, Anmerkungen) | Anmerkungen                           |
| Jahr | Titel        | UK | Anmerkungen                           |
| ---- | ------------ | --- | ------------------------------------- |
| 2020 | Edna         | UK1 Gold · (14 Wo.)UK | Erstveröffentlichung: 9. Oktober 2020 |
| 2024 | The Last One | UK52 (1 Wo.)UK | Erstveröffentlichung: 28. Juni 2024   |

### Mixtapes
| Jahr | Titel                     | Höchstplatzierung, Gesamtwochen, AuszeichnungChartsChartplatzierungen (Jahr, Titel, Platzierungen, Wochen, Auszeichnungen, Anmerkungen) | Anmerkungen                                         |
| Jahr | Titel                     | UK | Anmerkungen                                         |
| ---- | ------------------------- | --- | --------------------------------------------------- |
| 2018 | The One Two               | UK32 (2 Wo.)UK | Erstveröffentlichung: 22. Juni 2018                 |
| 2019 | Drillers and Trappers 2   | UK21 (3 Wo.)UK | Erstveröffentlichung: 22. März 2019 mit RV          |
| 2019 | Music x Road              | UK5 Silber · (9 Wo.)UK | Erstveröffentlichung: 23. August 2019               |
| 2020 | Gang                      | UK49 (1 Wo.)UK | Erstveröffentlichung: 3. April 2020 mit Fred Again  |
| 2021 | Too Loyal for My Own Good | UK26 (1 Wo.)UK | Erstveröffentlichung: 1. Oktober 2021               |
| 2023 | Strength to Strength      | UK4 (2 Wo.)UK | Erstveröffentlichung: 22. September 2023 mit K-Trap |

Weitere Mixtapes
- Headz or Tails (2014)
- Sticks & Stones (mit RV, 2016)
- Drillers and Trappers (mit RV, 2017)
- The One (2018)
- No Borders: European Compilation Project (2022)

### Singles als Leadmusiker
| Jahr | Titel Album                                                           | Höchstplatzierung, Gesamtwochen, AuszeichnungChartplatzierungen (Jahr, Titel, Album, Platzierungen, Wochen, Auszeichnungen, Anmerkungen) | Höchstplatzierung, Gesamtwochen, AuszeichnungChartplatzierungen (Jahr, Titel, Album, Platzierungen, Wochen, Auszeichnungen, Anmerkungen) | Höchstplatzierung, Gesamtwochen, AuszeichnungChartplatzierungen (Jahr, Titel, Album, Platzierungen, Wochen, Auszeichnungen, Anmerkungen) | Höchstplatzierung, Gesamtwochen, AuszeichnungChartplatzierungen (Jahr, Titel, Album, Platzierungen, Wochen, Auszeichnungen, Anmerkungen) | Anmerkungen                                                            |
| Jahr | Titel Album                                                           | DE | AT | CH | UK | Anmerkungen                                                            |
| --- | --------------------------------------------------------------------- | --- | --- | --- | --- | ---------------------------------------------------------------------- |
| 2019 | 18hunna Music x Road                                                  | — | — | — | UK6 Gold · (9 Wo.)UK | Erstveröffentlichung: 3. Januar 2019 featuring Dave                    |
| 2019 | Back to Basics Music x Road                                           | — | — | — | UK42 Silber · (4 Wo.)UK | Erstveröffentlichung: 4. Juli 2019 featuring Skepta                    |
| 2019 | Rubbery Bandz Music x Road                                            | — | — | — | UK86 (2 Wo.)UK | Erstveröffentlichung: 25. Juli 2019                                    |
| 2019 | Both Music x Road                                                     | — | — | — | UK13 Platin · (14 Wo.)UK | Erstveröffentlichung: 15. August 2019                                  |
| 2020 | Charades Gang                                                         | — | — | — | UK57 (4 Wo.)UK | Erstveröffentlichung: 30. Januar 2020 mit Fred Again                   |
| 2020 | Rose Gold –                                                           | — | — | — | UK49 (5 Wo.)UK | Erstveröffentlichung: 7. Mai 2020                                      |
| 2020 | Only You Freestyle Edna                                               | — | — | CH75 (1 Wo.)CH | UK5 Gold · (13 Wo.)UK | Erstveröffentlichung: 20. Juli 2020 feat. Drake                        |
| 2020 | Ain’t It Different Edna                                               | DE53 (2 Wo.)DE | AT60 Gold · (1 Wo.)AT | CH65 (2 Wo.)CH | UK2 ×2Doppelplatin · (21 Wo.)UK | Erstveröffentlichung: 20. August 2020 featuring AJ Tracey & Stormzy    |
| 2021 | Pound Signs –                                                         | — | — | — | UK49 (2 Wo.)UK | Erstveröffentlichung: 24. Juni 2021                                    |
| 2021 | 2 Chains Too Loyal for My Own Good                                    | — | — | — | UK59 (1 Wo.)UK | Erstveröffentlichung: 26. August 2021                                  |
| 2022 | Came in the Scene –                                                   | — | — | — | UK67 (1 Wo.)UK | Erstveröffentlichung: 5. Mai 2022                                      |
| 2022 | Cloud No Borders: European Compilation Project                        | DE20 (2 Wo.)DE | AT36 (1 Wo.)AT | CH31 (1 Wo.)CH | — | Erstveröffentlichung: 16. Juni 2022 featuring Luciano                  |
| 2022 | Can’t Be Us –                                                         | — | — | — | UK27 (8 Wo.)UK | Erstveröffentlichung: 4. August 2022 featuring Abra Cadabra & Bandokay |
| 2022 | 50s –                                                                 | — | — | — | UK40 (7 Wo.)UK | Erstveröffentlichung: 8. Dezember 2022                                 |
| 2023 | Martin’s Sofa –                                                       | — | — | — | UK9 Silber · (9 Wo.)UK | Erstveröffentlichung: 19. Januar 2023                                  |
| 2023 | Park Chinois Strength to Strength                                     | — | — | — | UK39 (8 Wo.)UK | Erstveröffentlichung: 15. September 2023 mit K-Trap                    |
| 2024 | Cry No More –                                                         | — | — | — | UK33 (6 Wo.)UK | Erstveröffentlichung: 19. April 2024 featuring Stormzy                 |
| 2024 | Zeros –                                                               | — | — | — | UK92 (1 Wo.)UK | Erstveröffentlichung: 14. Juni 2024 mit Cassö & Jazzy                  |
| Folgende Lieder erschienen nicht als Single, wurden aber durch das Album zum Download und Streaming bereitgestellt und konnten somit eine Platzierung erlangen: |                                                                       | | | | |                                                                        |
| |                                                                       | | | | |                                                                        |
| 2019 | Match Day Drillers and Trappers II                                    | — | — | — | UK86 (1 Wo.)UK | mit RV                                                                 |
| 2019 | Hard to Believe Top Boy – A Selection of Music Inspired by the Series | — | — | — | UK79 (1 Wo.)UK |                                                                        |
| 2020 | Gang                                                                  | — | — | — | UK51 (2 Wo.)UK | mit Fred Again                                                         |
| 2020 | Princess Cuts Edna                                                    | — | — | — | UK11 Gold · (13 Wo.)UK | mit Young T & Bugsey                                                   |
| 2020 | Parlez-vous anglais Edna                                              | — | — | — | UK24 (1 Wo.)UK | featuring Aitch                                                        |
| 2021 | Siberia Edna                                                          | — | — | — | UK35 (4 Wo.)UK | featuring Burna Boy                                                    |
| 2021 | Cry Too Loyal for My Own Good                                         | — | — | — | UK66 (1 Wo.)UK |                                                                        |
| 2023 | Triple Threat Strength to Strength                                    | — | — | — | UK31 (3 Wo.)UK | mit K-Trap featuring Clavish                                           |

Weitere Singles
- On Sight (2014)
- Golden Boot (mit RV, 2016)
- Know Better (mit RV, 2016, UK: Silber)
- All Day (2019)

### Singles als Gastmusiker
| Jahr | Titel Interpreten                                    | Höchstplatzierung, Gesamtwochen, AuszeichnungChartplatzierungen (Jahr, Titel, Interpreten, Platzierungen, Wochen, Auszeichnungen, Anmerkungen) | Höchstplatzierung, Gesamtwochen, AuszeichnungChartplatzierungen (Jahr, Titel, Interpreten, Platzierungen, Wochen, Auszeichnungen, Anmerkungen) | Höchstplatzierung, Gesamtwochen, AuszeichnungChartplatzierungen (Jahr, Titel, Interpreten, Platzierungen, Wochen, Auszeichnungen, Anmerkungen) | Höchstplatzierung, Gesamtwochen, AuszeichnungChartplatzierungen (Jahr, Titel, Interpreten, Platzierungen, Wochen, Auszeichnungen, Anmerkungen) | Höchstplatzierung, Gesamtwochen, AuszeichnungChartplatzierungen (Jahr, Titel, Interpreten, Platzierungen, Wochen, Auszeichnungen, Anmerkungen) | Anmerkungen |
| Jahr | Titel Interpreten                                    | DE | AT | CH | UK | US | Anmerkungen |
| --- | ---------------------------------------------------- | --- | --- | --- | --- | --- | --- |
| 2019 | I Spy Krept & Konan featuring Headie One & K-Trap    | — | — | — | UK18 Gold · (10 Wo.)UK | — | Erstveröffentlichung: 11. Juni 2019                                                                                                  |
| 2019 | Don’t Rush Young T & Bugsey featuring Headie One     | — | — | CH37 Gold · (15 Wo.)CH | UK19 Platin · (33 Wo.)UK | US56 Gold · (14 Wo.)US | Erstveröffentlichung: 7. November 2019 in Schweiz und USA Ersteintritt, in UK Wiedereintritt mit Höchstplatzierung im April/Mai 2020 |
| 2021 | Wandsworth to Bullingdon Fredo featuring Headie One  | — | — | — | UK36 (2 Wo.)UK | — | Erstveröffentlichung: 8. Juli 2021                                                                                                   |
| 2021 | 10von10 (Remix) Pajel featuring Luciano & Headie One | DE— aDE | AT— aAT | CH— aCH | — | — | Erstveröffentlichung: 31. Dezember 2021                                                                                              |
| 2022 | Warzone M Huncho featuring Headie One                | — | — | — | UK41 (2 Wo.)UK | — | Erstveröffentlichung: 11. Februar 2022                                                                                               |
| Folgende Lieder erschienen nicht als Single, wurden aber durch das Album zum Download und Streaming bereitgestellt und konnten somit eine Platzierung erlangen: |                                                      | | | | | | |
| |                                                      | | | | | | |
| 2019 | Audacity Stormzy featuring Headie One                | — | — | — | UK6 Gold · (10 Wo.)UK | — | |
| 2021 | Arrived Luciano featuring Headie One                 | DE— bDE | AT48 (1 Wo.)AT | CH31 (2 Wo.)CH | — | — | |
| 2022 | Extra Sleeve K-Trap featuring Headie One             | — | — | — | UK71 (1 Wo.)UK | — | |

Weitere Gastbeiträge
- Missing / Belly Squad featuring Headie One (2017, UK: Silber)

## Auszeichnungen für Musikverkäufe
| Goldene Schallplatte - Dänemark - 2023: für die Single Ain’t It Different - Frankreich - 2020: für die Single Don’t Rush - Kanada - 2021: für die Single Only You Freestyle - Neuseeland - 2024: für das Album Edna | Platin-Schallplatte - Australien - 2021: für die Single Ain’t It Different - Portugal - 2022: für die Single Don’t Rush |

Anmerkung: Auszeichnungen in Ländern aus den Charttabellen bzw. Chartboxen sind in ebendiesen zu finden.
| Land/RegionAuszeichnungen für Musikverkäufe (Land/Region, Auszeichnungen, Verkäufe, Quellen) | Silber     | Gold       | Platin     | Verkäufe  | Quellen          |
| -------------------------------------------------------------------------------------------- | ---------- | ---------- | ---------- | --------- | ---------------- |
| Australien (ARIA)                                                                            | —          | —          | Platin1    | 70.000    | aria.com.au      |
| Dänemark (IFPI)                                                                              | —          | Gold1      | —          | 45.000    | ifpi.dk          |
| Frankreich (SNEP)                                                                            | —          | Gold1      | —          | 100.000   | snepmusique.com  |
| Kanada (MC)                                                                                  | —          | Gold1      | —          | 40.000    | musiccanada.com  |
| Neuseeland (RMNZ)                                                                            | —          | Gold1      | —          | 7.500     | radioscope.co.nz |
| Österreich (IFPI)                                                                            | —          | Gold1      | —          | 15.000    | ifpi.at          |
| Portugal (AFP)                                                                               | —          | —          | Platin1    | 10.000    | Einzelnachweise  |
| Schweiz (IFPI)                                                                               | —          | Gold1      | —          | 10.000    | hitparade.ch     |
| Vereinigte Staaten (RIAA)                                                                    | —          | Gold1      | —          | 500.000   | riaa.com         |
| Vereinigtes Königreich (BPI)                                                                 | 5× Silber5 | 6× Gold6   | 4× Platin4 | 5.360.000 | bpi.co.uk        |
| Insgesamt                                                                                    | 5× Silber5 | 13× Gold13 | 6× Platin6 |           |                  |